# Тропа Неандерланд: Нордрат - Ниренхоф

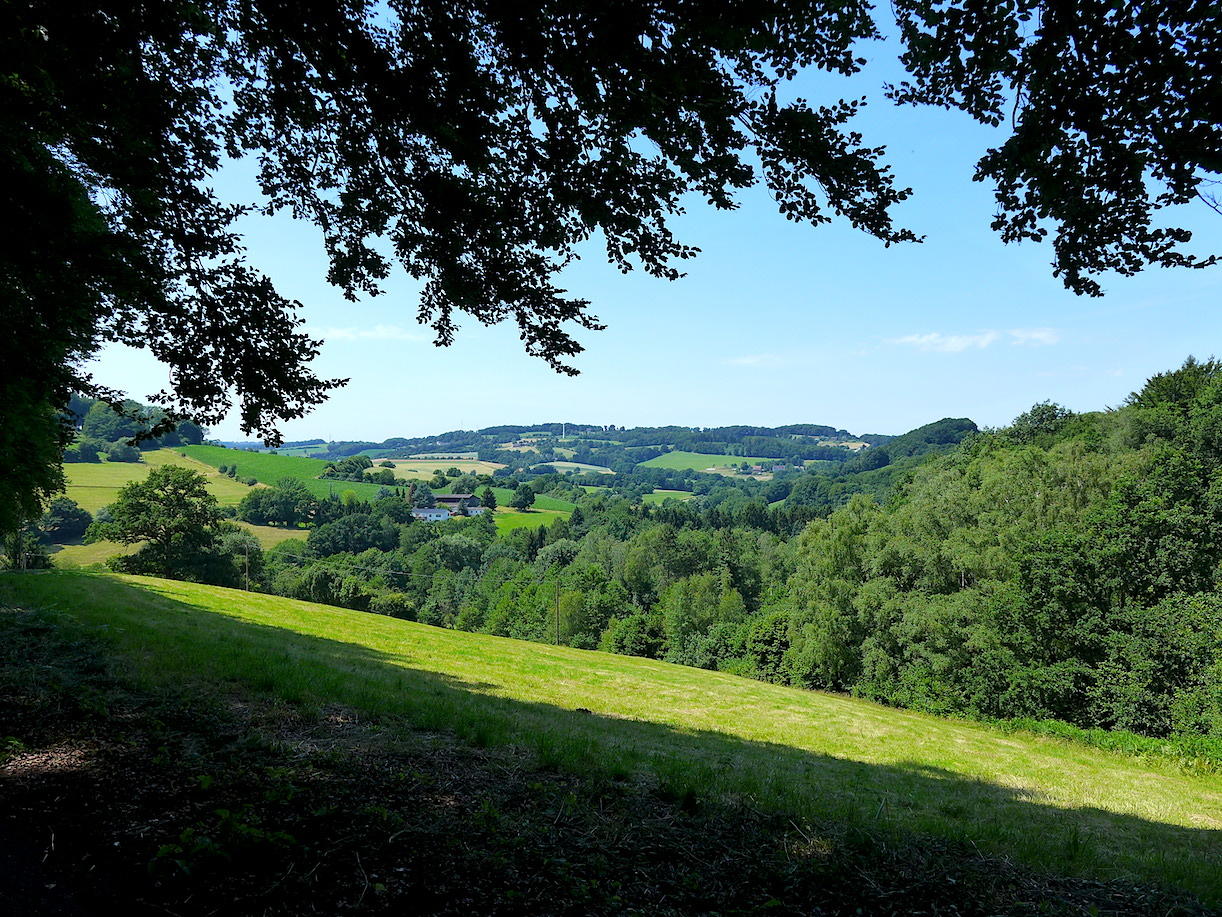
Вид с тропы, 2-й этап

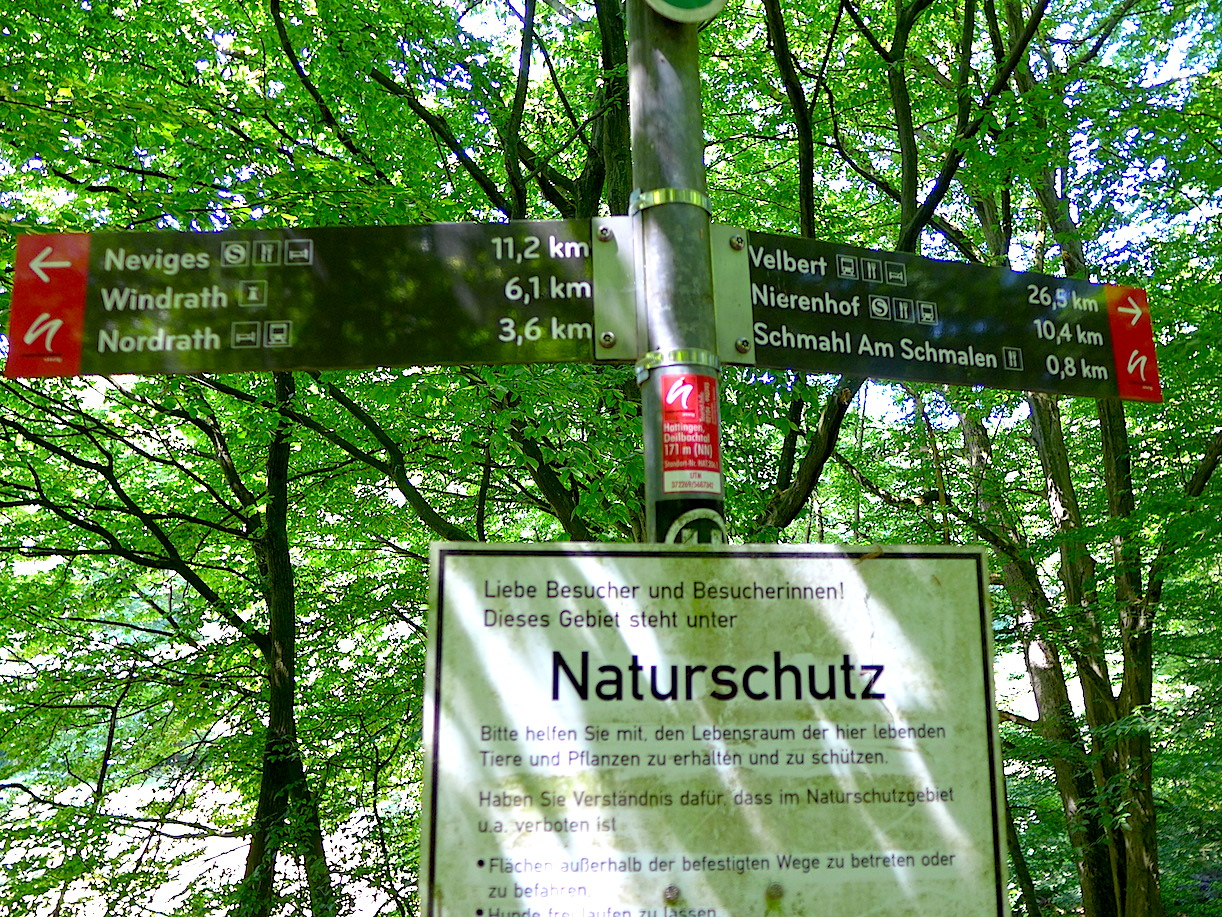
Маркировка тропы

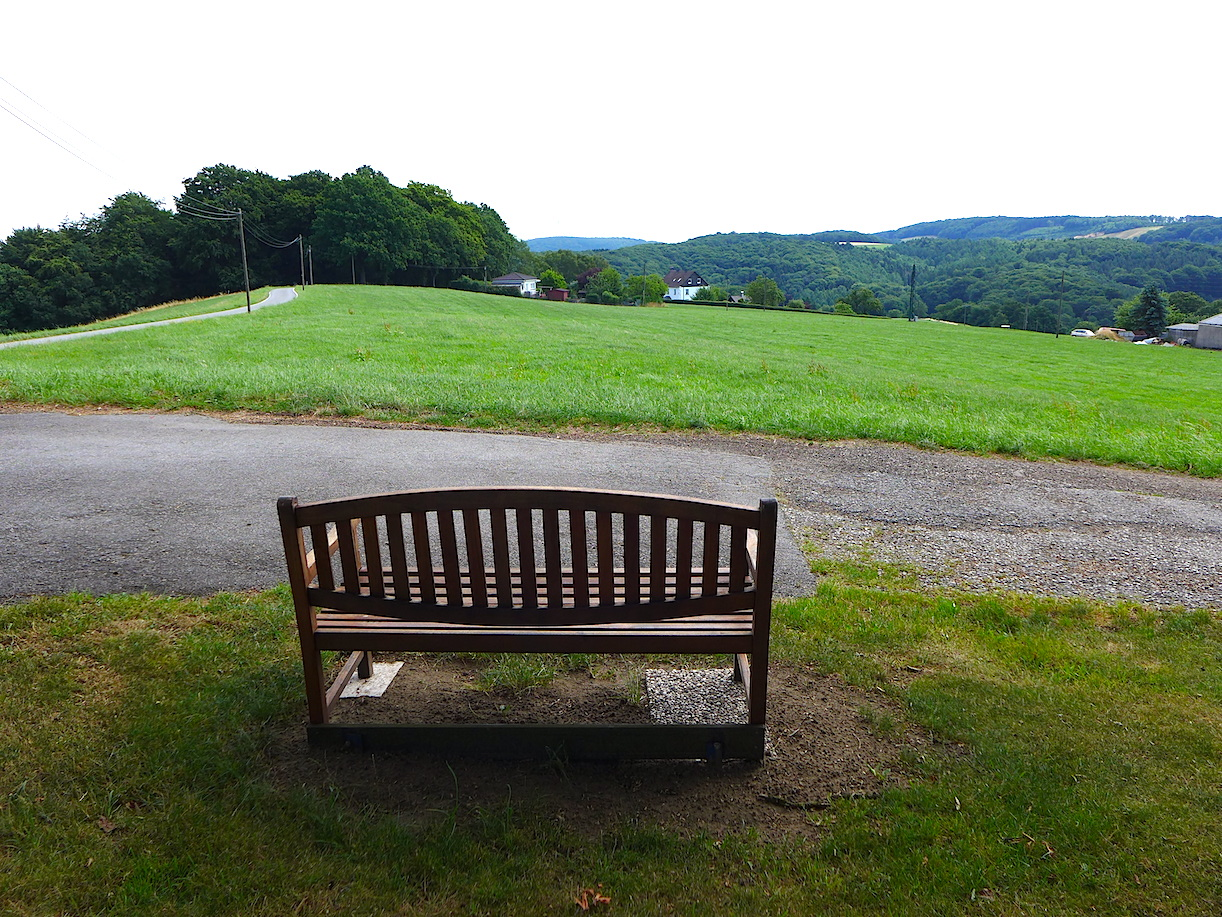
Скамейка специально для туристов

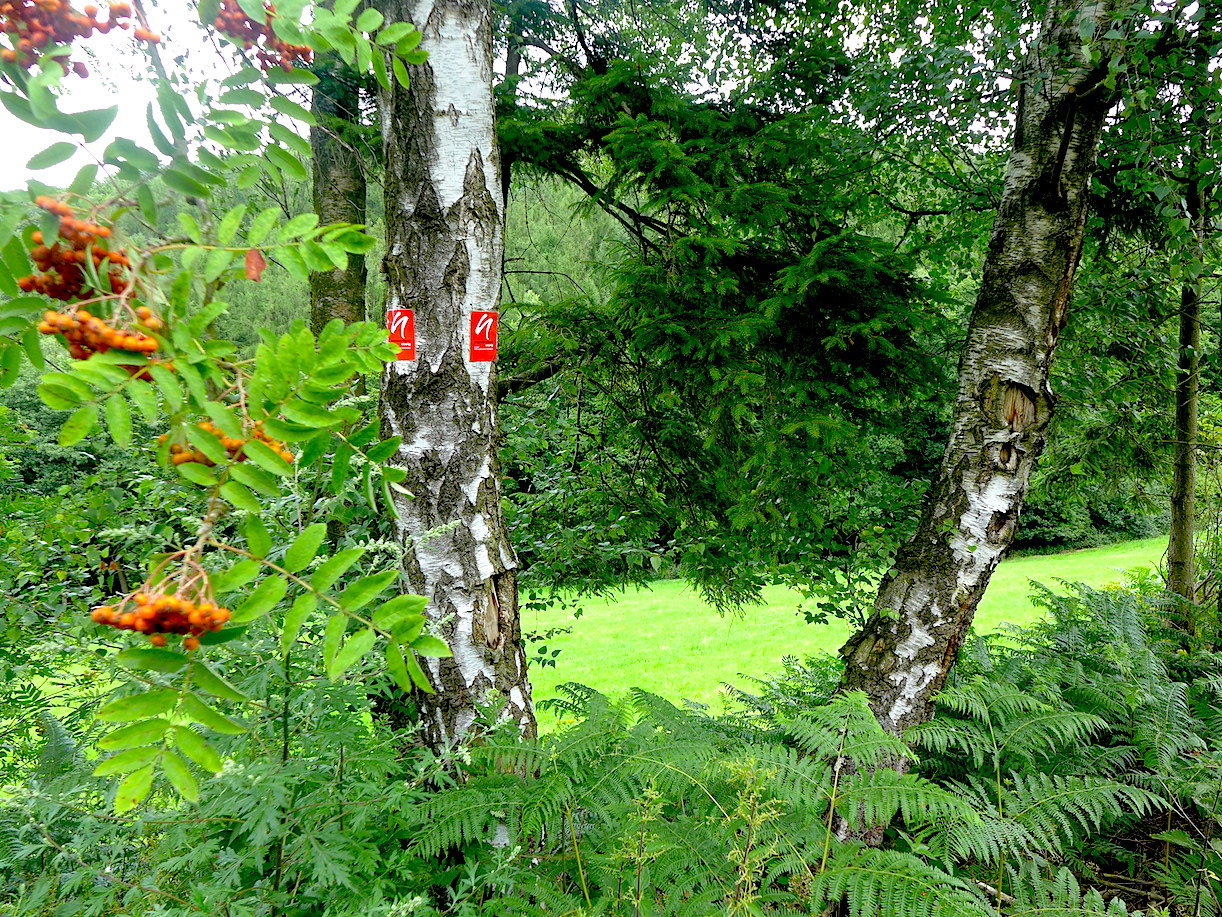
Маркировка тропы

Нордрат — Ниренхоф является официальным вторым участком многодневного маркированного туристского маршрута «Тропа Неандерланд» в районе Меттман, Северный Рейн-Вестфалия, Германия.

## Общая характеристика
Пешеходным туристам предлагается преодолеть 14,6 км по пересеченной местности со значительными перепадами высот. Большей часть маршрут представляет обычную тропу, проложенную через леса, перелески и сельскохозяйственные ландшафты.
Этот этап можно разбить на два полуэтапа, протяжённостью по 7 км каждый с промежуточной остановкой в Эльфрингхаузене, куда ходят автобусы 627 и 637. Общий набор высоты при подъёмах составляет 549 метров, а спуски — 279 метров.
Маршрут начинается от автобусной остановки Фельберт — Нордрат (Nordrath). Узкий асфальт приводит к усадьбе Нойхаус, от которой начинается собственно узкая лесная тропа. Она огибает следующую усадьбу Хуппертсберг. Устроители тропы приложили немало усилий, чтобы максимально обезопасить этот участок, поскольку он отличается крутыми спусками и подъёмами, а в нижней части долинки проходит по заболоченной местности. Чуть дальше, у усадьбы Диккоттен туристы переходят ручей Дайльбах, сотни лет являющийся исторической границей между Рейнландом и Вестфалией. Отсюда начинается лесная территория города Хаттинген.
Продвигаясь по лесной дороге вдоль Дайльбаха, тропа приводит ко второму мосту через ручей с выходом на территорию города Фельберт, но ненадолго. Здесь начинаются одни из самых красивых ландшафтов тропы Неандерланд, из-за красоты которого территория получила название Эльфрингхаузенская Швейцария. За усадьбой «Шмаль ам Шмален» тропа вновь пересекает Дайльбах и начинается затяжной подъём к усадьбе Фоссхоф, интересную для туристов своим оформлением. За водоразделом тропа начинает спускаться в долину ручья Фельдербах, где расположен центр сельской общины Эльфрингхаузен с его известным ткацким музеем.
За автобусной остановкой и усадьбой Лаакер Мюле тропа следует вдоль ручья Фельдербах. Справа остаётся небольшой пруд. Дорога уходит на подъём и затем идёт вдоль кромки леса с замечательными пейзажами. Огибая долину ручья Хазельбеке туристы встречают лесной пруд, заросший жёлтыми кувшинками. Справа остаётся гора Иммельберг (277 м.). Несколько километров лесной дороги вдоль Фельдербаха и по склонам горы Эберг (206 м.) приводят туристов в посёлок Ниренхоф.

## Главные достопримечательности
- Природа окрестностей усадьбы Хуппертсберг
- Историческая граница Рейнланда и Вестфалии
- Долина ручья Дайльбах
- Усальба Фоссхоф
- Музей ткачества Эльфрингхаузена
- Горный пруд жёлтых кувшинок
- Ландшафты склонов горы Эберг
- Долина ручья Фельдербах